# ブリュッヒャー (装甲巡洋艦)
| 「ブリュッヒャー（SMS Bluecher）」 | |
| 艦歴                               | |
| 発注                               | キール造船所 |
| 起工                               | 1907年2月21日 |
| 進水                               | 1908年4月11日 |
| 就役                               | 1909年10月1日 |
| 退役                               | |
| その後                             | 1915年1月24日に戦没 |
| 除籍                               | |
| 前級                               | シャルンホルスト級 |
| 次級                               | フォン・デア・タン |
| 性能諸元                           | |
| 排水量                             | 常備：15,842トン 満載：17,500トン |
| 全長                               | 161.8m 161.1m（水線長） |
| 全幅                               | 24.5m |
| 吃水                               | 8.56～8.84m |
| 機関                               | 海軍型石炭専焼水管缶18基 ＋直立型3段膨張式4気筒レシプロ機関3基3軸推進 |
| 最大出力                           | 38,323hp |
| 最大速力                           | 25.4ノット |
| 航続距離                           | 12ノット/6,600海里 18ノット/3,520海里 |
| 燃料                               | 石炭：900トン（計画） 2,510トン（満載） |
| 乗員                               | 853名 |
| 兵装                               | クルップ 21cm（44口径）連装速射砲 6基 クルップ 15cm（45口径）単装速射砲 8基 8.8cm（45口径）単装速射砲 16基 45cm水中魚雷発射管単装 4門 |
| 装甲                               | 舷側：80～180mm（水線部）、30mm（艦首尾部）、35mm（機関区隔壁） ボックスシタデル：160mm（側壁） 甲板：41～60mm（平坦部） 主砲塔：180mm（前盾）、80mm（天蓋） 副砲ケースメイト：140mm 8.8cm砲ケースメイト：80mm バーベット：100mm 前部司令塔：250mm（側盾）、80mm（天蓋） 後部司令塔：140mm（側盾）、30mm（天蓋） |

ブリュッヒャー（SMS Blücher） は、ドイツ帝国海軍が建造した装甲巡洋艦で同型艦はない。ドイツ海軍においての類別は大型巡洋艦である。本艦の後もドイツ帝国海軍は「フォン・デア・タン」などの巡洋戦艦の建造を続けるが、それらも巡洋艦の延長として大型巡洋艦と呼称した。艦名はナポレオン戦争で活躍したプロイセンの将軍ゲプハルト・レベレヒト・フォン・ブリュッヒャーにちなむ。

## 概要
本艦はドイツ帝国海軍の1904-1905年計画で1隻の建造が容認された。当時ドイツ側はイギリス海軍が建造中の新型「装甲巡洋艦」は9.2インチ（23.4cm）砲8門を有するであろうと予測していたため、主砲は前級「シャルンホルスト級」から引き続き21cm速射砲とするも、門数を前級の8門から12門に強化し想定したイギリスの装甲巡洋艦を凌駕する火力を持たせた。加えて前級の主砲は連装砲塔2基4門と舷側単装ケースメイト4門が混在しており発射速度や射界に問題があったのに比べ、本艦では主砲全てを連装砲塔6基に収めたことにより発射速度・射界を向上させ、公算射撃可能な主砲門数を実現した。21cm砲12門という主兵装は英国を含む列強海軍の既存の全ての装甲巡洋艦を凌駕する戦闘能力であった（ただし砲弾1発あたりの打撃力は戦艦用の12インチ主砲を4門搭載した日本の筑波型装甲巡洋艦に劣る）。
しかし、建造を認可した後にイギリス海軍が実際に建造していたのは弩級戦艦と同等の12インチ砲8門を搭載するインヴィンシブル級巡洋戦艦だったことが判明し、本艦は建造前から既に劣勢を隠せない艦となってしまった。設計を変更する余裕も無かったためやむなく本艦はそのまま建造され、代わりに後続艦として主砲を弩級戦艦並みの主砲を搭載する実質的な巡洋戦艦（ドイツ海軍内部での類別は『大型巡洋艦』のまま）である「フォン・デア・タン」を建造することとなった。

## 艦形

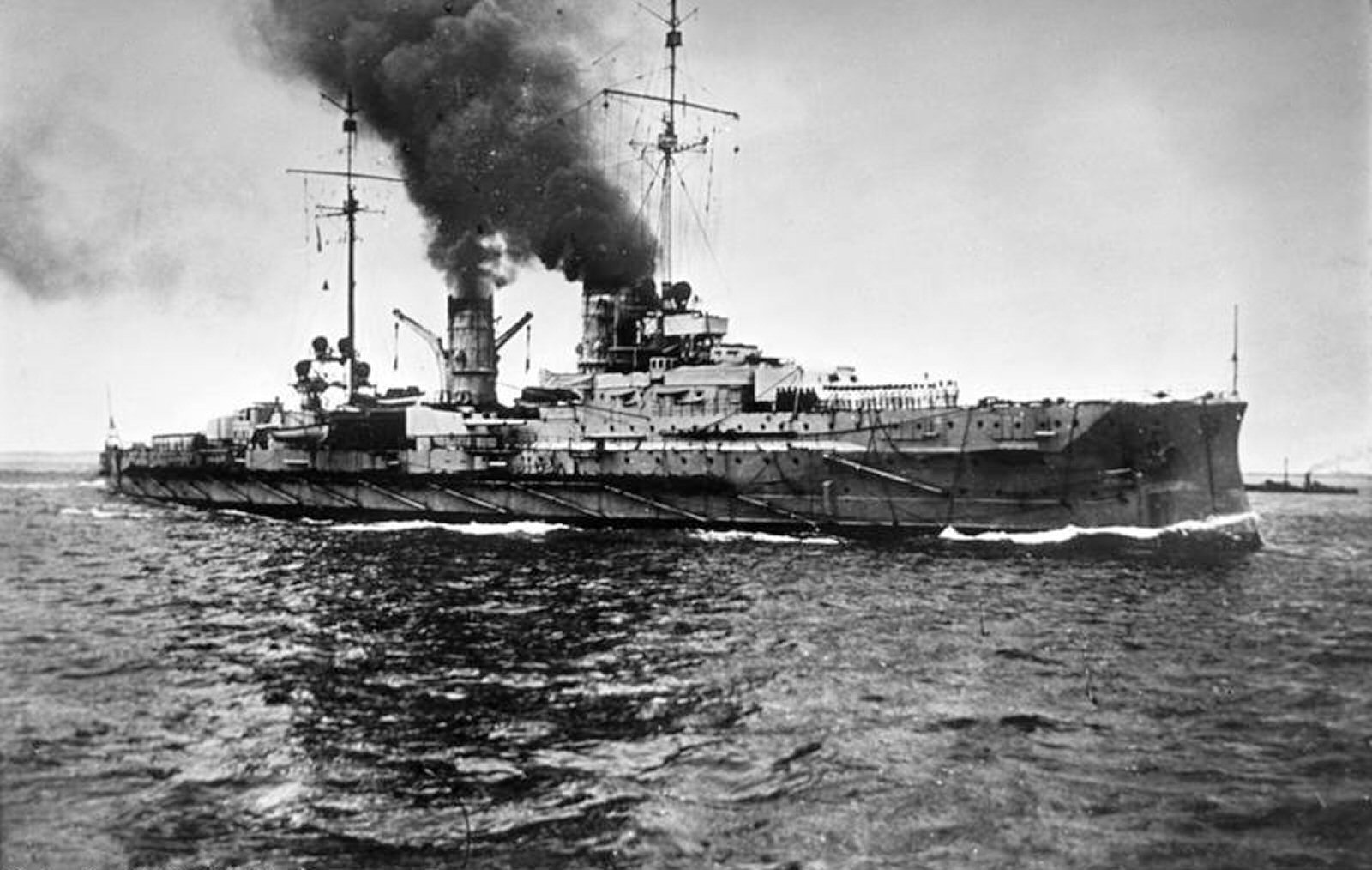
1912年に撮られたブリュッヒャー。

本艦の船体形状は前級までと異なり、中央部分のみ乾舷の高い長船首楼型船体を採用している。艦首水面下に衝角（ラム）を持つのは同時期のドイツ海軍の弩級戦艦と同じであるが、戦艦と異なるのは艦首形状である。これは波きりの良いクリッパー型艦首となっていた。傾斜の無い艦首甲板上に新設計の「21cm（44口径）速射砲」を収めた連装砲塔に収め、艦首甲板上に前向きに1基、片舷に2基ずつ、後甲板に1基装備した。なお、ドイツ海軍では1番～6番砲塔をAから始まるアルファベット順に数え、時計回りにAからFまで割り振った。
天蓋に測距儀を載せた二層構造の司令塔の背後に両脇に船橋を持つ操舵艦橋を基部として簡素な単脚式の前部マストが立つ。船体中央部に2本煙突が立ち、その周囲は艦載艇置き場となっており、2番煙突を挟み込むように立つグース・ネック（鴨の首）型クレーン計2基により運用された。船首楼の末端部に後部司令塔と上部に探照灯が配置された見張り所が設けられ、その間に後部マストが立つ。そこから甲板一段分下がって、後ろ向きに21cm連装主砲塔が1基配置された。船体中央部の舷側に15cm副砲が片舷4基ずつケースメイト（砲郭）配置された。この武装配置により前後方向に21cm砲6門、左右方向に最大21cm砲8門・15cm砲6門が指向できた。
就役後の1913～1914年に前部マストを振動に強い三脚式に改良し、頂上部に見張り所と射撃指揮所を設けた。

## 武装

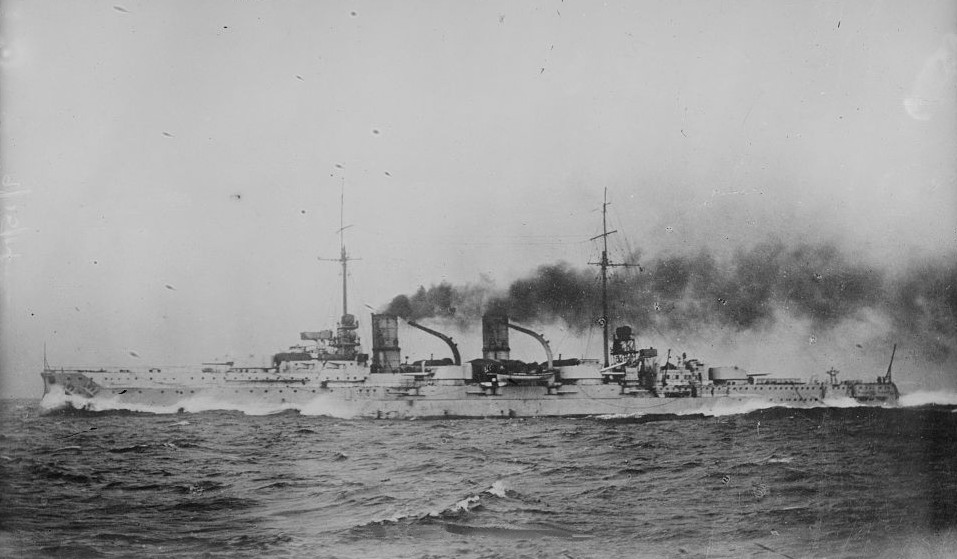
左舷より撮られたブリュッヒャー。

### 主砲
主砲は「1909年型 21cm（44口径）速射砲」を採用した。その性能は108kgの砲弾を仰角30度で戦艦並みの19,100 mも届かせる長射程を得たことから証明できる。この砲を新設計の連装砲塔に収めた。俯仰能力は仰角30度・俯角5度である。旋回角度は1番・6番主砲塔は首尾線方向を0度として左右150度の旋回角度を持ち、舷側の主砲塔は背後に船首楼甲板があるために左右方向を0度として左右90度の旋回角度を持っていた。発射速度は毎分4～5発である。主砲塔の弾薬庫は艦首と艦尾の二か所にしかなく、舷側の主砲塔4基に供給する時には弾薬庫から揚弾機で下甲板まで21cm砲弾を持ち上げた後、舷側の集積所に移動して行った。この形式は本艦の喪失の一因となった。

### その他の備砲・水雷兵装
副砲は「1908年型 15cm（45口径）速射砲」を単装砲架で採用した。その性能は45.3kgの砲弾を、最大仰角20度で4,900mまで届かせられた。この砲を単装砲架で片舷4基ずつ計8基を搭載した。砲架の俯仰能力は仰角20度・俯角7度である。旋回角度は150度の旋回角度を持つ。砲架の俯仰・旋回・砲弾の揚弾・装填は主に人力を必要とした。発射速度は1分間に5～7発であった。
他に対水雷艇迎撃用に「8.8cm（45口径）単装速射砲」を単装砲架で16基装備した。その他に対艦攻撃用に45cm魚雷発射管を水線下に単装で艦首に1門、1番砲塔の後方に片舷1門ずつ、艦尾に1門の計4門を配置した

## 防御
本艦の装甲はクルップ鋼製で、舷側装甲は末端部80mm、中央部は180mmに達する重厚な水線部装甲を持っていた。砲塔防御も前盾が180mmあった。水平甲板も70mmあった。しかし、カタログデータには優れるが、防御様式は旧来の装甲巡洋艦と変わらず、舷側の主砲塔2基の真下に副砲の弾薬庫が隣り合う問題があり、後にドッガー・バンク沖海戦において主甲板に34.3cm砲弾2発を被弾した際に、70mmの主甲板を容易く貫いた砲弾は、1発は21cm砲の真下に並べられた21cm砲弾と15cm砲弾を誘爆させ、もう1発は機関区に突入してボイラー室と操舵室を破壊して本艦の喪失の一因となった。間接防御として船体は13室に分かれており、二重底となっていた。

## 機関
本艦の機関構成は海軍型石炭専焼水管缶18基で本艦のボイラー室はシャルンホルスト級から引き続き横隔壁により5室に分かれており、4基+4基+4基+4基+2基の配置となっており、煙突は1番煙突がボイラー8基、2番煙突が10基を担当していた。本艦が喪失したドッガー・バンク沖海戦において10時37分に1番煙突側の3番ボイラー室への34.3cm砲弾の被弾により高圧蒸気を送る配管に損傷を受け、1番・2番ボイラー室からの蒸気供給を受けられなくなって速力が23ノットから17ノットまで低下した。
推進機関は直立型3段膨張式4気筒レシプロ機関3基を組み合わせた3軸推進でスクリュープロペラの直径は外側の物が5.6mで中央軸は5.3mで異なっていた。要求性能は24.5ノットであったが公試において最大出力38,323馬力で最大速力25.4ノットを発揮し、設計を上回った。燃料は石炭で、2,510トンを満載して12ノットで6,600海里の航続性能があった。本艦の建造時期には列強各国は大型艦に蒸気タービンを採用していたが、機関開発能力の遅れから本艦はレシプロ機関のままとされた。レシプロ機関は航続性能を良好にするが、高速運転の維持に限界があり、後の本艦の喪失の一因となった。

## 艦歴

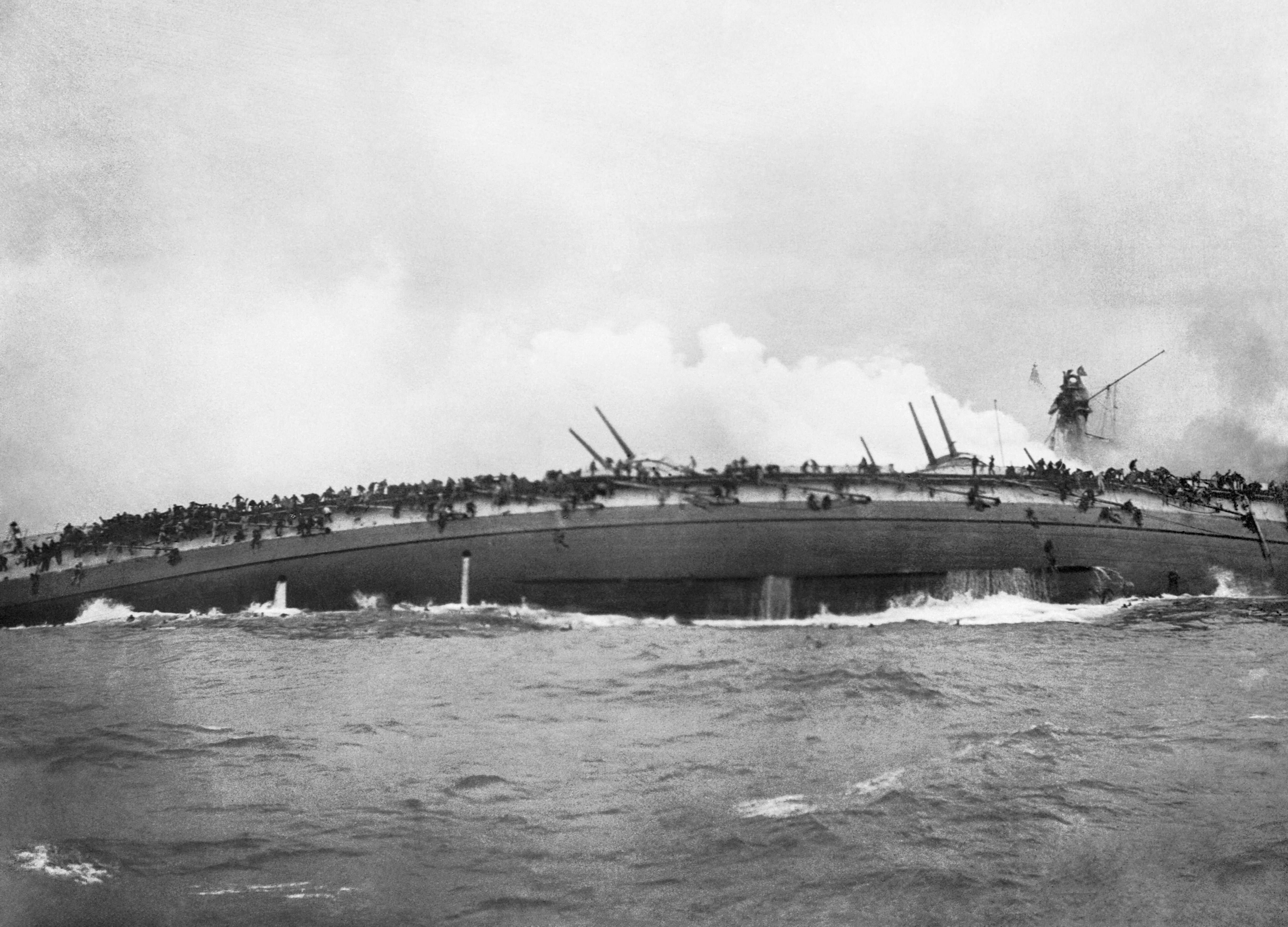
ドッガー・バンク沖海戦でイギリス艦隊からの集中砲火を受けて横転沈没するブリュッヒャー。舷側には今まさに飛び込もうとする水兵たちが群がっている。

ブリュッヒャーは1907年2月21日にキール工廠で起工し、1909年10月1日に竣工した。当初はバルト海艦隊に所属したが、北海艦隊に移動した。1914年11月3日にフランツ・フォン・ヒッパー提督が率いる巡洋戦艦「ザイドリッツ」「モルトケ」「フォン・デア・タン」と共に本艦はイギリスのグレート・ヤーマスへの襲撃に参加した。（ヤーマス襲撃）
次いで、1915年1月24日にイギリス海軍の小艦隊がドッガー・バンク付近に現れたことを察知したドイツ海軍は高海艦隊を出動させて迎撃させた。この戦いでは「フォン・デア・タン」が修理のため戦列から離れており、代わりに新型の「デアフリンガー」が加わって「ザイドリッツ」「モルトケ」「デアフリンガー」「ブリュッヒャー」の順となった。これに軽巡洋艦4隻と駆逐艦19隻からなる第二偵察艦隊とともに出撃した。（ドッガー・バンク海戦）
この海戦において老朽化による速力低下で本艦はドイツ艦隊の最後尾に位置していたため、初期段階で後方から接近してくるイギリス駆逐艦隊を迎撃できた。速力に勝るイギリス艦隊は急速に接近してきており、最後尾にいた本艦が、旗艦「ライオン」、次に「タイガー」「プリンセス・ロイヤル」から砲撃の目安として射撃目標にされた。9時9分に34.3cm砲弾1発の命中弾があったが、致命傷にはならなかった。この時、本艦は「ライオン」の1番砲塔の上部に21cm砲弾1発を命中させて一時的に主砲塔を故障させた。
その後、交戦距離が縮まったことで本格的な砲戦となって本艦を狙う敵は「プリンセス・ロイヤル」と遅れて戦場に到着した「ニュージーランド」の2隻となった。この後に34.3cm砲弾2発を立てつづけに被弾して機関半減・操舵不能に陥った本艦は左に曲がるしか出来なくなり、次第にイギリス艦隊に近づいてしまった。その後、イギリス艦隊の命令伝達の不備により巡洋戦艦4隻から本艦は集中砲火を受け、最終的にイギリス軽巡洋艦「アリシューザ」からの雷撃により12時13分に横転し、数分後に沈没した。乗員1,026名のうち生存者は艦長含む234名だった。

## 創作作品への影響
- ウィルバー・スミス著『Shout at the Devil』（南アフリカ、1968年）
アフリカ大陸の密猟に絡んだ冒険小説。ドイツ領東アフリカ（アフリカ戦線）における小型巡洋艦「ケーニヒスベルク」の史実をモチーフにしているが、艦名は「ブリュッヒャー」となっている。「ブリュッヒャー」がアフリカに来航した事はない。
- ピーター・R・ハント監督『ロジャー・ムーア/冒険野郎（原題：Shout at the Devil）』（イギリス、1976年）
ウィルバー・スミスの小説を映画化したもの[1]。敵役として登場する巡洋艦（模型）は、ブリュッヒャーの艦型を再現している[2]。

## 参考図書
- 「世界の艦船 増刊ドイツ巡洋艦史」(海人社)